# Halbstarres Luftschiff

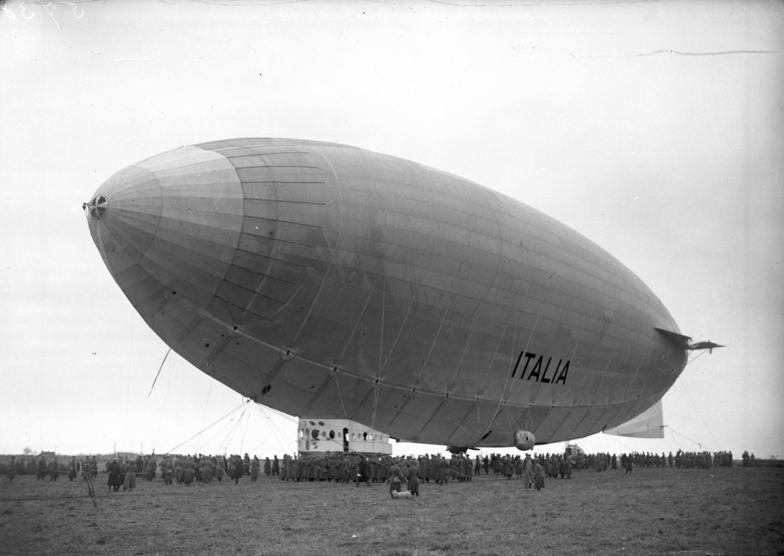
Die Italia in Stolp, 1928

Halbstarre Luftschiffe sind Luftschiffe mit einem Teilskelett. Dieses besteht oft aus einem festen Kiel entlang der Längsachse. Diese Bauweise wird Kielluftschiff genannt. Das Teilskelett kann jedoch auch aus einer Skelettstruktur im Inneren der Hülle bestehen.

## Konstruktionsprinzip
An der Struktur sind Gondel, Motoren und zum Teil auch das Leitwerk befestigt bzw. integriert. Die Struktur hat die Aufgabe, die Gewichtskräfte von Gondel, Motoren und Nutzlast aufzunehmen und deren Einleitung in die Hülle durch die Verteilung auf die gesamte Länge des Luftschiffes zu verbessern. Bei frühen Konstruktionen wurde ein Netzhemd zur Lastverteilung genutzt, was sich allerdings nicht bewährt hat. Der Übergang zwischen halbstarren Luftschiffen und Prallluftschiffen ist fließend. Gerade bei einigen kleinen Typen lässt sich nicht eindeutig bestimmen, ob es sich nur um eine langgestreckte Gondelstruktur, oder bereits um einen Kiel handelt.
Die aerodynamische Form der Hülle wird wie bei Prallluftschiffen durch einen Gasüberdruck innerhalb der Hülle erzeugt. Volumenänderungen des Traggases durch Temperatur- und Luftdruckschwankungen werden durch sogenannte Ballonetts ausgeglichen.
Mit dieser Bauweise können größere Luftschiffe gebaut werden, als es mit der Prallluftschiffbauweise möglich ist. Bisher wurden halbstarre Luftschiffe mit einem maximalen Volumen von 35.000 m³ erfolgreich konstruiert und betrieben. Der begrenzende Faktor für die Größe und die Fahr- bzw. Flugeigenschaften von Luftschiffen ist die Stabilität der Hülle. Sie wird durch das Teilskelett erhöht. Eine Weiterführung der Hüllenaussteifung führt zum Starrluftschiff.

## Geschichte der halbstarren Luftschiffe
Im Folgenden werden einige halbstarre Luftschiffe und deren Daten aufgezählt, wobei die Auflistung nicht vollständig ist.

### Italien
Am weitesten fortgeschritten war der Bau von halbstarren Luftschiffen zur Zeit des Ersten Weltkriegs und zwischen den beiden Weltkriegen in Italien. Dort tat sich vor allem die Staatswerft SCA hervor. Ihr bekanntester Angehöriger und Leiter war der spätere General Umberto Nobile. Unter seiner Leitung entstanden bekannte Kielluftschiffe wie die:
- N 1 „Norge“ erreichte 1926 den Nordpol
- N 2 7000-m³-Schiff, gebaut in der Luftschiffhalle in Augusta (Sizilien)
- N 3 ein Kielluftschiff im typischen Nobile-Stil (fotografisch belegt)
- N 4 „Italia“ scheiterte 1928 in der Arktis
- N 5 war ein Projekt für ein 55.000-Kubikmeter-Kielluftschiff, dessen Bau mehrmals unterbrochen und 1928 aufgegeben wurde

Außerdem gehen einige weitere Luftschiffe in der Sowjetunion, in Japan und den USA auf Umberto Nobile zurück.
Weitere italienische Konstruktionen:
- Forlanini F.1 „Leonardo da Vinci“, Italien, 3265 m³, 40 PS, erster Aufstieg: 1909, am 1. Februar 1910 irreparabel beschädigt
- Forlanini F.2 „Città del Milano“, Italien, 11.500 m³, 2 × 85 PS, erster Aufstieg: 1913, am 9. April 1914 bei Como zerstört
- M.1, Italien, erster Aufstieg 1912, 83 m lang, 17 m Durchmesser, 2 × 250 PS Fiat SA.76-4 Motor mit je einer Luftschraube, Nutzlast: 3800 kg, zuerst beim Heer, dann bei der Marine, 164 Fahrten, 1924 außer Dienst gestellt
- M.2, „Città di Ferrara“, Italien, erster Aufstieg 1913, Hülle identisch mit M.1, 83 m lang, 17 m Durchmesser, 4 × 125 PS auf zwei Luftschrauben, Nutzlast 3000 kg, Geschw.: 85 km/h, Marineluftschiff, stationiert in Jesi, am 8. Juni 1915 von österreichischem Flugboot abgeschossen
- SR.1 (M-Klasse-Schiff) von Italien für England 1918 gebaut, 12.500 m³, 83 m lang, 17 m Durchmesser, 9 Mann Besatzung, interner Kiel aus dreieckigem Stahlrohr-Gitterträger

### Japan
- Das Marineluftschiff No. 6 wurde 1925 von Umberto Nobile für Japan gebaut, und stieg dort am 6. April 1927 erstmals auf. Schon im Herbst 1927 ging es verloren, nachdem es in einen Taifun über dem Pazifik geraten war. Der Kommandant Fuiyoshi, Japans bedeutendster Luftschiffexperte, hatte daraufhin die Absicht, Seppuku zu begehen. Er konnte jedoch davon abgehalten werden und nahm zwei Jahre später an der Weltumrundung der LZ 127 teil.[3]

### Frankreich
Auf anderen Werften und in anderen Ländern entstanden ebenfalls bekannte halbstarre Luftschiffe:
- „Pax“ gebaut von Severo in Frankreich 1902, verbrannte beim ersten Aufstieg in der Luft.
- Lebaudy, oft „Le Jaune“ („Der Gelbe“) genannt – erste Fahrt: 13. November 1902, Frankreich
- Zodiac V10, 1930 fertiggestellt für die französische Marine

### Österreich
Die Renner-Buben, Vater und Söhne einer Grazer Artistenfamilie, fuhren 1909 mit dem „Lenkballon“ Estaric 1 in der Österreichischen Monarchie und entwickelten danach die „Graz“.
- Estaric 1 (1909) – 1 Puch-Motor mit 40 PS und Zugpropeller[4] Volumen 700 m³[4], Länge 32 m[4], gelb; fuhr erstmals am 26. September 1909 (aus einer Halle) und an Folgetagen in Graz, am 16. Oktober in Wien, ab Wiener Prater bis Strebersdorf, am 30. Oktober 1909 in Linz ab (heutigem) Südbahnhofmarktgelände[5]; Am 28. November 1910 bei der Landung und starkem Wind zerstört[4]
- Graz[5] (>=1909) – 62 m lang, zwei Escher-Motoren, Länge 62 m

### Deutschland
- Siemens-Schuckert I (1911)
- Das „Luftschiff von Veeh“, (bzw. Veeh1 oder „Stahlluftschiff“) wurde von Albert Paul Veeh aus Apolda in Düsseldorf in den 1910ern gebaut.
- einige Luftschiffe von August von Parseval:
  - PL 26 und PL 27
  - Parseval-Naatz
- Typ Groß-Basenach (5 Luftschiffe des preußischen Militärs)
- Raab-Katzenstein 27 – erste Fahrt: 4. Mai 1929
- Das Versuchsluftschiff Joey (Erstflug am 18. Oktober 1999) war ein 1:8 Modell des geplanten Cargolifter CL160.

### USA
- Die für eine Transatlantiküberquerung gebaute, 1911 erstmals mit Wasserstoff gefüllte Akron stürzte 1912 bei einer Probefahrt kurz vor der Küste brennend ins Meer.[6]
- T 34 „Roma“, Anfang der 1920er
- RS-1 war das einzige halbstarre Luftschiff im Dienst des US-Militärs, das auch in den USA gebaut wurde. Hersteller war Goodyear, Jungfernfahrt: 1926.

### Russland/Sowjetunion
einige halbstarre Luftschiffe der russischen Luftschifffahrt u. a.:
- „Gigant“ (Länge: 114 m) wurde von 1912 bis 1915 in Russland gebaut und zerbrach während seiner Jungfernfahrt am 10. Februar 1915 in der Luft. Das Schiff wurde wieder instand gesetzt, jedoch nie wieder mit Gas gefüllt.[7]
- die sowjetische UdSSR-W6 Ossoawiachim (1934–1938) geht ebenfalls auf Umberto Nobile zurück.

## Gegenwart
- Der einzige zurzeit (Stand 2008) fliegende halbstarre Luftschifftyp ist der Zeppelin NT. Er besitzt im Gegensatz zu den Kielluftschiffen eine große Dreiecksträgerstruktur im Inneren der Hülle.

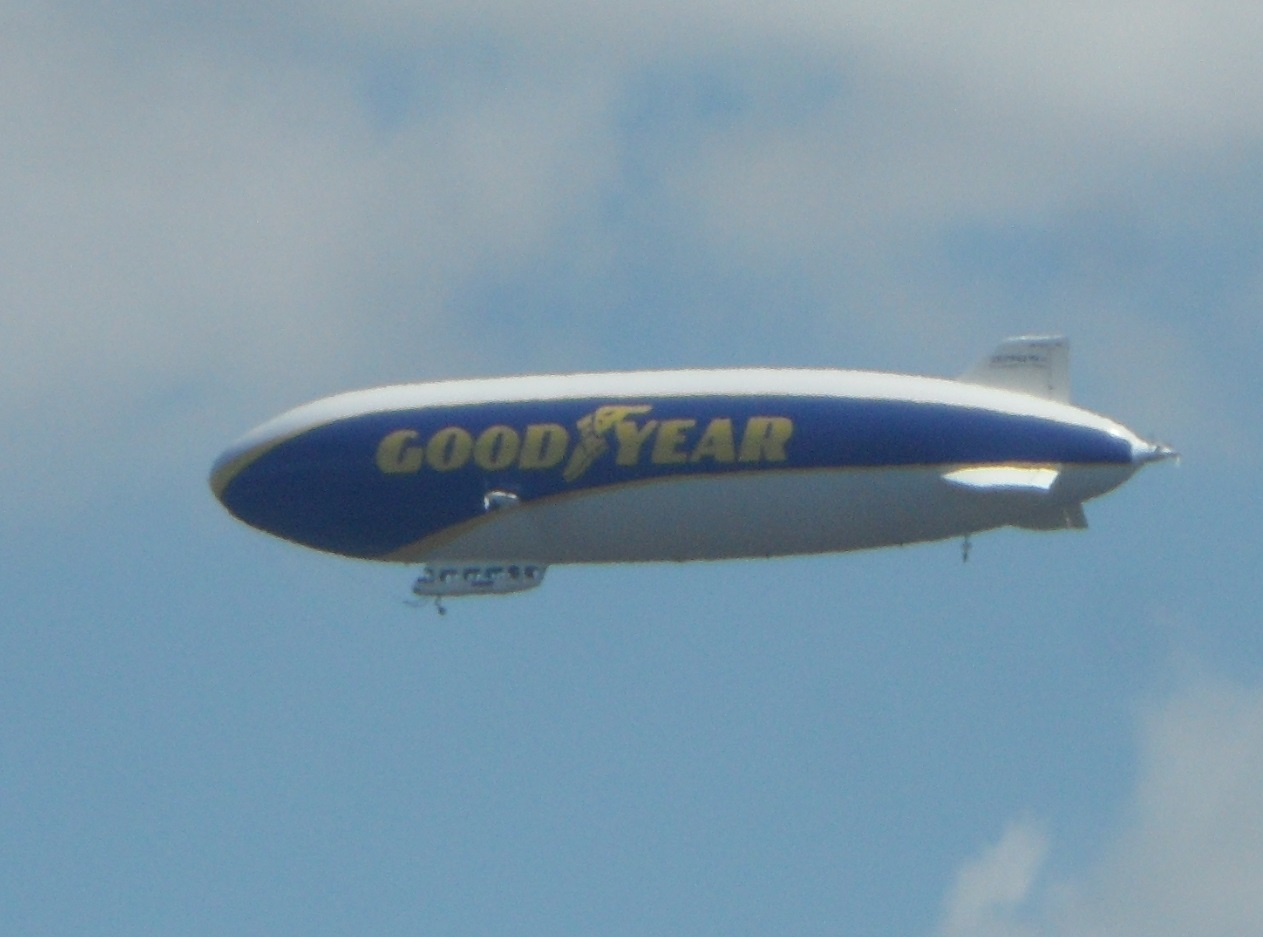
Zeppelin NT über Essen

- Luftffisch – unbemanntes Versuchsluftschiff der TU Berlin